# Nonacosansäure
Nonacosansäure ist eine gesättigte, langkettige Fettsäure mit ungeradzahliger Kohlenstoffzahl und gehört zur Stoffgruppe der Alkansäuren.
Die Monocarbonsäure wird den Wachssäuren zugeordnet und ist als Carbonsäureester Bestandteil des Montanwachses sowie Torfwachses.